# Gucci Snakes
Gucci Snakes è un singolo del rapper statunitense Tyga, pubblicato il 15 settembre 2016 su etichetta Last Kings.

## Tracce
1. Gucci Snakes – 5:11